# Gare de Bassins
La gare de Bassins est une gare ferroviaire située sur le territoire de la commune suisse de Arzier-Le Muids dans le canton de Vaud.
Ouverte en 1916, elle est exploitée par la compagnie de chemin de fer Nyon-Saint-Cergue-Morez.

## Situation ferroviaire
Établie à 756 mètres d'altitude, la gare de Bassins se situe en forêt, au point kilométrique 11,80 sur la ligne Nyon – Saint-Cergue – La Cure, entre les gares d'Arzier et de Le Muids.

## Histoire

### Construction et rénovation

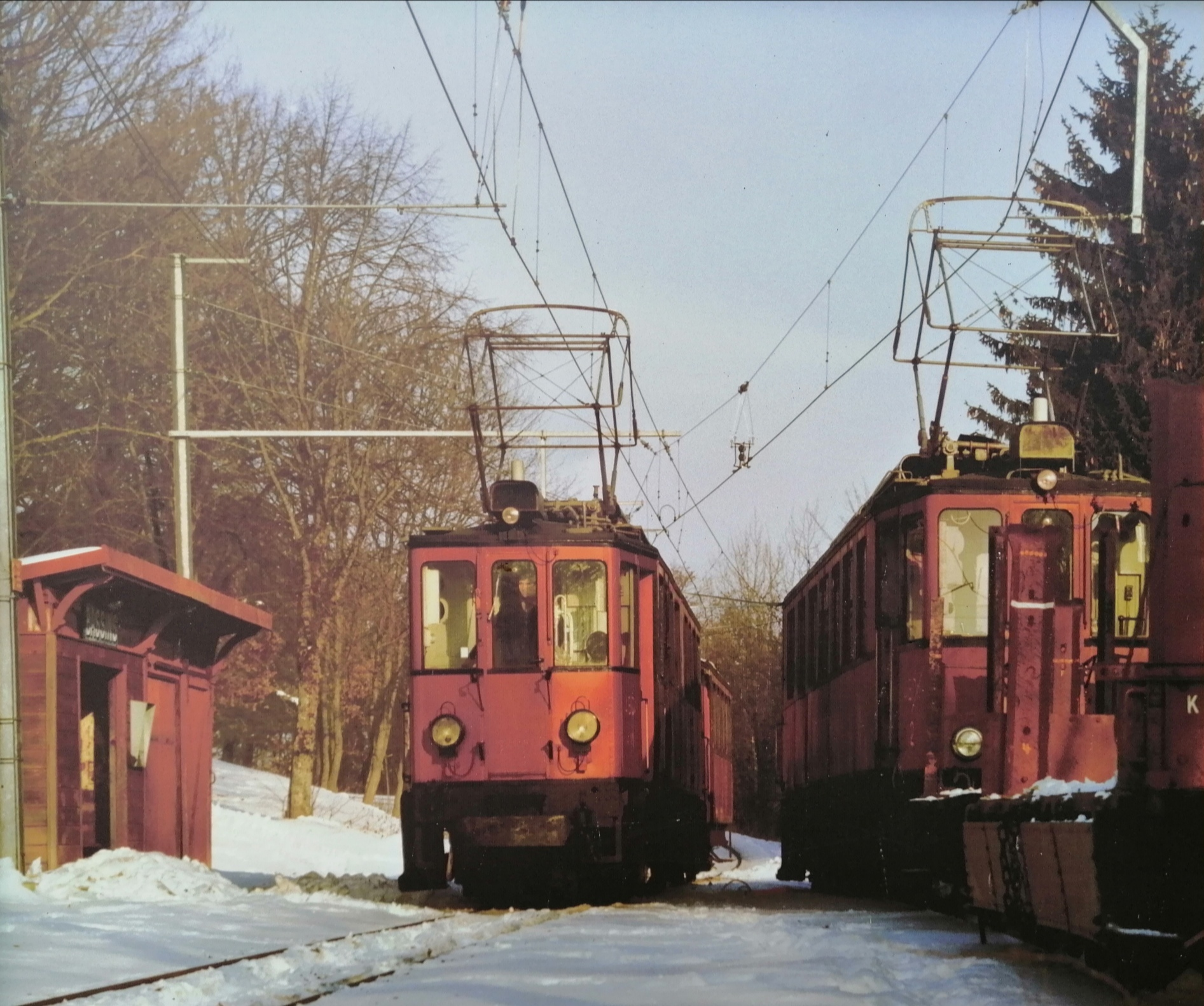
La gare de Bassins en 1985.

La gare est construite entre 1915 et 1916. Ouverte le 12 juillet 1916, son inauguration et celle de la ligne Nyon – Saint-Cergue – La Cure se déroule le 22 juillet 1916. Elle comportait un abri uniquement fait de bois et deux voies de train, dont une était une voie de garage, utilisée au stationnement,.
Dans les années 1990, la compagnie de chemin de fer décida de remplacer l'ancienne gare, par un nouveau petit abri, fait de béton à la base et de bois en haut, elle décida également de bannir la voie en impasse.

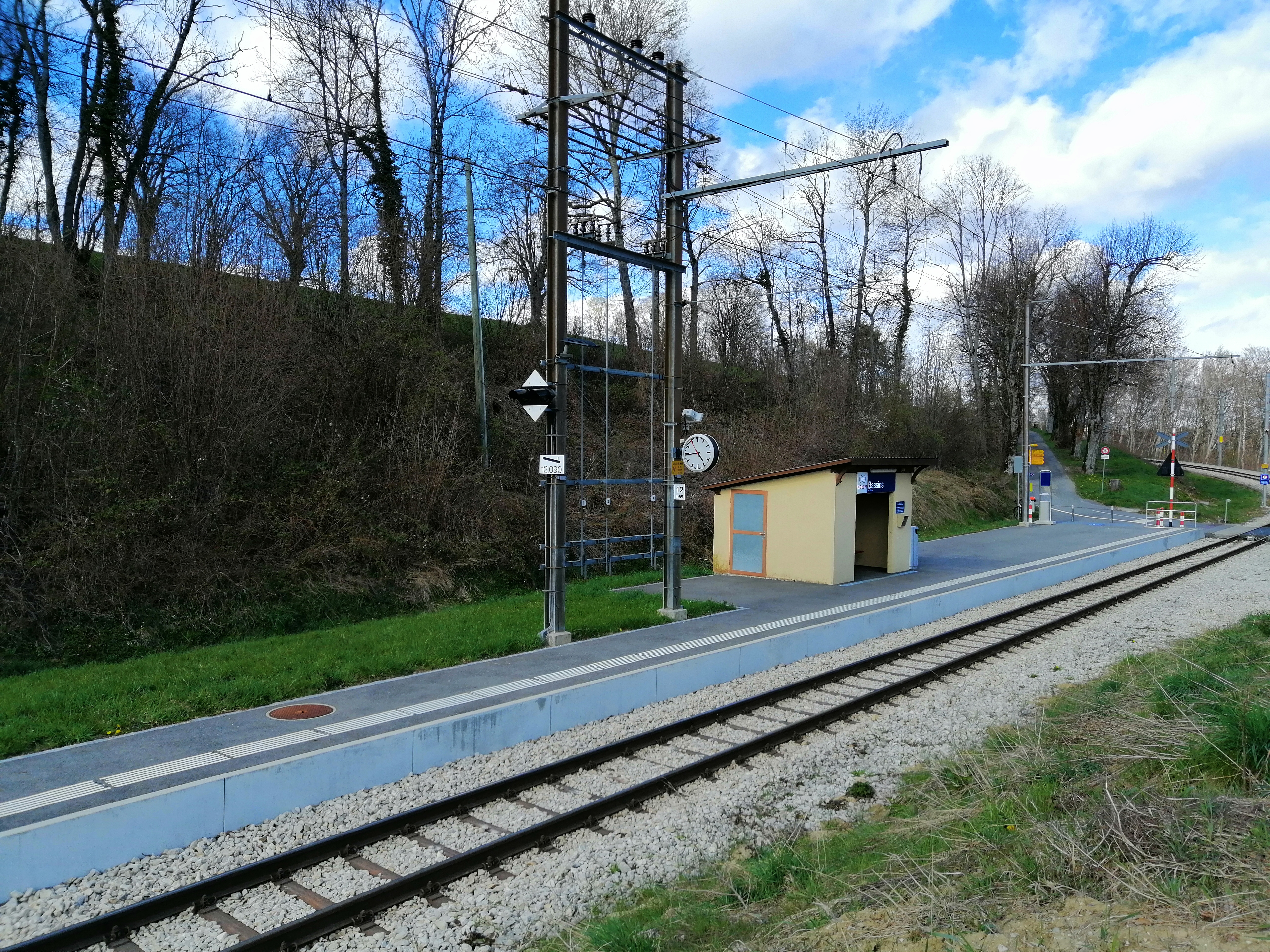
Vue de l'ensemble de la gare.

En 2002, afin de contrer le vandalisme, présent dans plusieurs gares de la ligne des chemins de fer, la compagnie du NStCM installa des caméras de vidéo-surveillance tout autour de la gare,.
En 2009, la commune de Bassins fit construire des places de parking à côté de la gare.
La gare est fermée du 17 octobre 2022 au 31 décembre 2022, pour des travaux de réfection d'un mur de soutènement situé à côté de la gare et l'entretien de la ligne de contact et de la ligne de chemin de fer.

### Liaisons

#### Ligne 825
Du 21 août 2006 à 2018, une navette, circulant le long de la ligne 825, transportait les passagers de la gare au village de Bassins, sur une distance de trois kilomètres. Celle-ci coûtant cher et étant peu utilisée, la commune décida de la supprimer,.
Le 3 mai 2021, à la suite de la demande des habitants du village, la commune décide de remettre en service la ligne 825, proposant une navette sur demande réalisée en autobus. À cause du manque de demandes et de fréquentation, la ligne est, à nouveau, fermée le 1er juillet 2022.

## Service des voyageurs

### Accueil
La gare actuelle est munie d'un petit abri, dans lequel un banc, un distributeur automatique de titres de transport, un oblitérateur de billets et un interphone d'urgence sont installés.

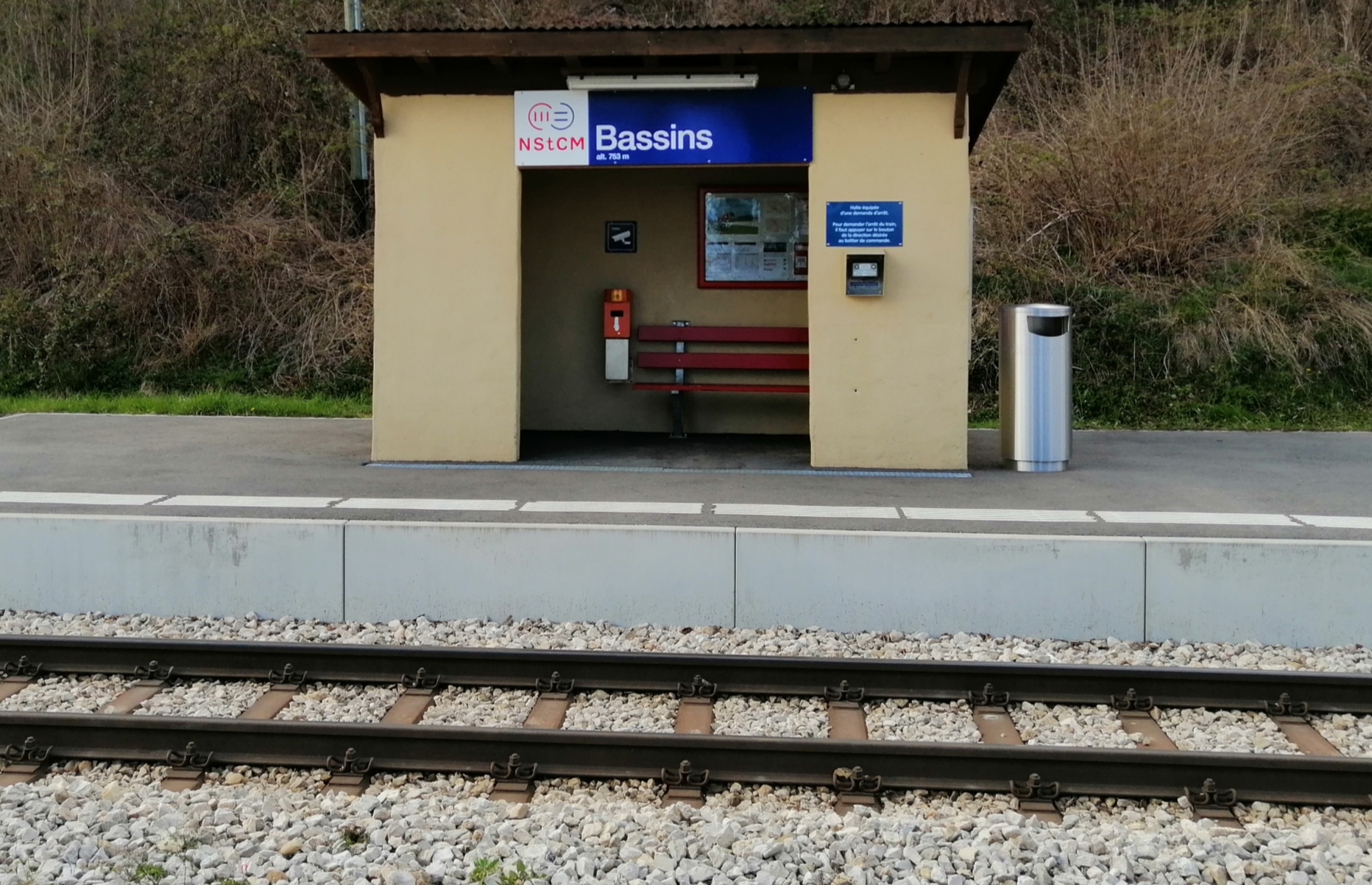
L'abri de la gare.

Comme tous les arrêts de la ligne Nyon – Saint-Cergue – La Cure, hors terminus et la gare de Saint-Cergue, la gare de Bassins est desservie sur demande.

### Desserte
La gare de Bassins est desservie, toutes les demi-heures, dans les deux directions, par les trains régionaux du chemin de fer Nyon-Saint-Cergue-Morez. Un train sur deux est prolongé de Saint-Cergue à La Cure.

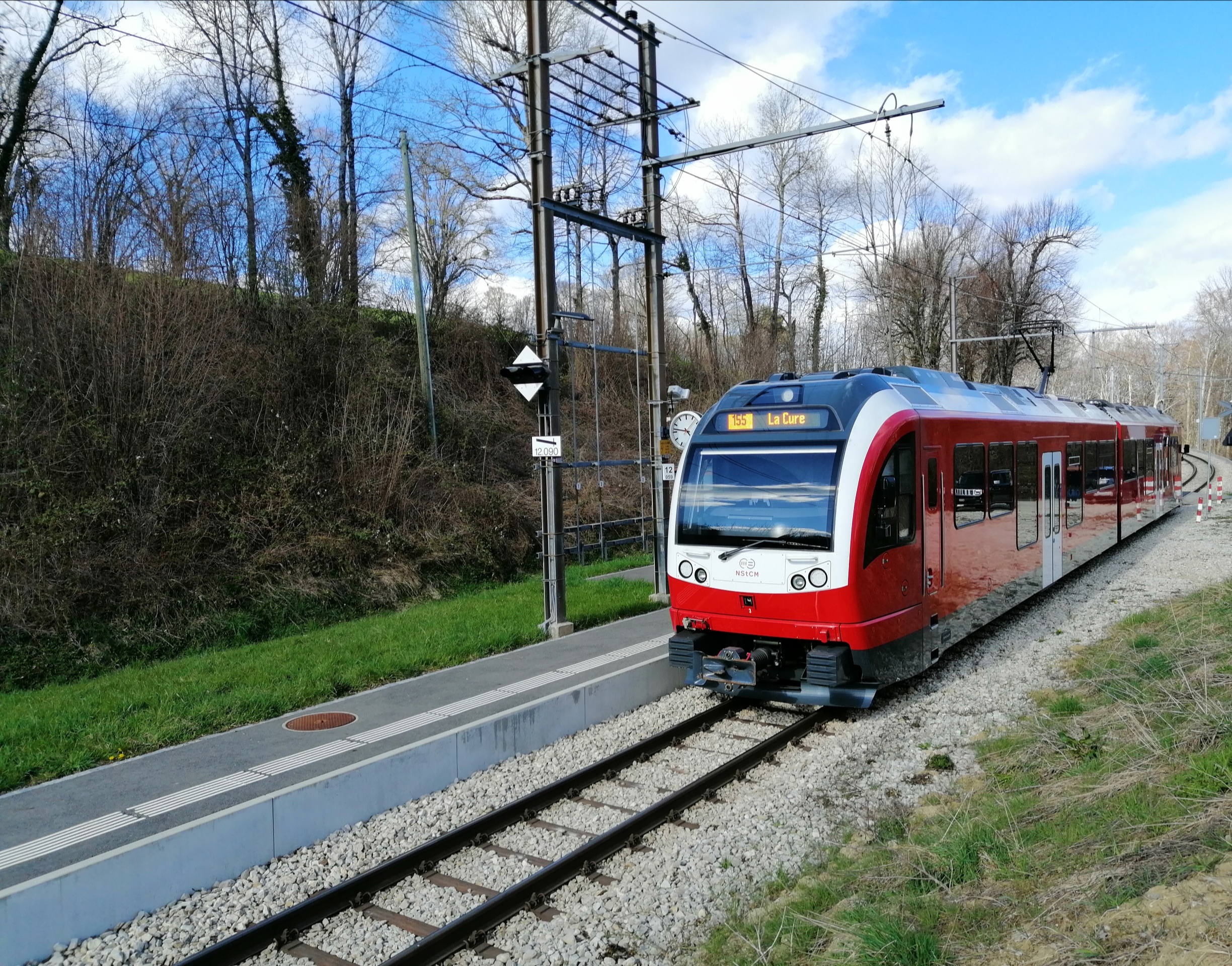
Un train en gare.

### Intermodalité
La ligne 825 est ouverte du 21 août 2006 au 1er juillet 2022. Un autobus sur demande transportait les voyageurs du village de Bassins jusqu'à la gare,.
Un parking de quelques places se trouve à côté de la gare.